# Електрокют
Electrocute е електронна рок енд рол група базирана в Лос Анджелис, САЩ. Групата е създадена от Никол Мориер и Миа Дайм през 2002 в Берлин, Германия. Те създават дуо, черпещо вдъхновение от бързо развиващата се електропоп/електроклаш музикална сцена в Берлин.
След като дуото издава едно EP и един студиен албум Миа напуска Electrocute, а Никол продължава турнето на групата наемайки Холи Дол, която да замести Дайм. Турнето на Electrocute продължава с множество дати в Европа, Америка и Австралия, където те свирят на фестивала Big Day Out. По време на този фестивал те се запознават с австралийската диджейка Минди, позната още като Легс Ле Брок.
След турнето Мориер се мести да живее в Лос Анджелис и временно разпуска групата, за да се занимава със собствената си кариера на текстописец. Най-големият ѝ успех в това поприще е съвместната ѝ работа с дуото Фрийша, с което написват песента Heaven on Earth включена в албума на Бритни Спиърс „Blackout“. По това време отново се среща с Легс Ле Брок, която също се е преместила да живее в Лос Анджелис. Двете започват работа като диджей в различни клубове из града. Скоро след това Никол е поканена от списание „Celeste“ да изнесе в Мексико няколко концерта като Electrocute. За да осъществи това начинание тя кани Легс да се присъедини към нея.
Турнето в Мексико е последвано от турне в Европа и още изпълнения в Америка. За концертните си изяви те са наели още трима души: Брам Инскор (синтезатор и семплиране), Барбара Груска (барабани) и Джон Кърби (кийборди).

## Дискография
Албуми и EP-та
- „Tribute to Your Taste“, 2003
- „Troublesome Bubblegum“, 2005
- „On The Beat“ (EP), 2008

Сингли
- „Sugar Buzz“, 2003
- „Shag Ball“, 2005
- „Cops Copulating“, 2005
- „Bed Legs“, 2008
- „On The Beat“, 2008
- „Mad Pursuit“, 2008